# Oryzoborus atrirostris
Oryzoborus atrirostris е вид птица от семейство Тангарови (Thraupidae).

## Разпространение
Видът е разпространен в Боливия, Еквадор и Перу.